# Илирска дворска депутација
Илирска дворска депутација, пуним именом Илирска дворска депутација за Трансилванију, Банат и Илирију (лат. Deputatio Aulica in Transsilvanicis, Banaticis et Illyricis) је била дворска установа у Хабзбуршкој монархији, надлежна за питање положаја Срба. Основана је 1745. године као Илирска дворска комисија са седиштем у Бечу, а потом је 1747. године уздигнута на степен Илирске дворске депутације. Требало је да послове води уз поштовање привилегија српског народа у Угарској, али је у пракси привилегије сужавала у складу са интересима централне државне власти. Депутација је укинута 1777. године, када су Срби потпали под директну власт Угарске дворске канцеларије. Обновљена је 1791. године као Илирска дворска канцеларија. Поново је укинута већ следеће 1792. године.

## Настанак
Карла VI је 1740. године наследила царица Марија Терезија. Нова царица потврдила је српске привилегије тек 1743. године. Шакабента је исте године положио заклетву царици. Срби су добили гаранције слободе кретања, ослобађање од десетка, али су приморани да се потчине угарским законима. Срби траже равноправан положај са осталим житељима Царства. Патријарх више није имао световну власт (коју је добио привилегијом из 1691. године). Срби, који су се окупили на сабору 1744. године, траже обнову патријархове (митрополитове) световне власти, јер им је циљ био да створе једну илирску црквену државу унутар Угарске. Они траже да се одреде два министра која би се бринула о српском народу. Терезија је делимично испунила ове молбе стварањем Илирске дворске комисије (1745). Две године касније, ова установа преименована је у Илирску дворску депутацију (за Трансилванију, Банат и Илирију). Ова установа убудуће ће бити средство Двора, односно дворска установа. На њеном челу нашао се гроф Коловрат. 
Већ 1748. године долази до сукоба Угарске дворске канцеларије и Илирске дворске депутације, јер, након смрти патријарха Шакабенте, депутација није обавестила канцеларију о избору новог митрополита Исаије Антоновића (умро већ фебруара 1749. године). Након 1749. године, српски митрополит је Павле Ненадовић. У сукобу са Угарском, Срби су се ослањали на милост царског двора. Јохан Христоф фон Бартенштајн је био председник Илирске дворске депутације.

## Први илирски Регуламент
Митрополит Ненадовић је током своје владавине више пута молио царицу да му дозволи да сазове црквени сабор. Коначно, царица му је 1768. године послала одобрење. Повод за велики народни сабор биле су многобројне жалбе неунијаћених епископа. Сазивање сабора био је последњи Ненадовићев успех. Он сабор није доживео. Умро је након дуже болести августа 1768. године. Због митрополитове смрти, сабор је одложен за 1769. годину. Свечано је отворен 4. маја. Трајао је више од 5 месеци, до 5. октобра исте године. Расправе на сабору биле су дуге, понекад и доста бурне. Опозицију је предводио епископ Вићентије Јовановић. Након што су обављени сви послови, септембра 1769. године сабор је приступио избору новог митрополита. Гласачи су се определили за Јована Георгијевића, кандидата Двора. Одлуке сабора јавно су обзнањене и одштампане. Тако настаје први илирски „Регуламент“. Против штампања је била Угарска дворска канцеларија јер би штампање одлука српског сабора задирало у угарске земаљске законе. Одлука је пала на царицу Терезију. Она је заузела став да народу путем штампе треба учинити доступним одлуке сабора само у оним тачкама које су значајне како би народ знао како треба да се понаша. Тако настаје „Извод“ из „Регуламента“ који је штампан на латинском и илирском (српском) језику. Регуламент је штампан 1771. године, мада као датум носи 27. септембар 1770. године. Регуламент је подељен у 10 одељака и један додатак на који се надовезује девет прилога. Извод је подељен у 28 параграфа. 
У уводу се указује на бригу коју су хабзбуршки цареви посветили српском народу који се 1690. године склонио у Угарску. Приказана је и кратка историја Илирске дворске депутације од 1747. године. Први одељак одређује будућу примену привилегија и институције којима Срби могу да се жале у случају повреда својих права. Други одељак регулише зависност клера и нације. Трећи се односи на митрополита који је врховни заповедник илирске нације само у црквеним питањима. Четврти је посвећен епископима, а пети протопрезвитерима. Шестим одељком регулише се положај свештеника. Седми одељак је о манастирима, а осми регулише установљење, састав архиепископије и састав епископске конзисторије. Девети одељак регулише правосуђе, а десети школе и штампарије. 
Године 1773. умро је митрополит Георгијевић. Митрополитска столица остала је упражњена неко време; све док 1774. године није сазван нови сабор на коме је за митрополита изабран дворски кандидат Вићентије Јовановић. Илирска дворска депутација била је због неких ствари тешко разочарана; углавном су спорне биле неке одредбе Регуламента. Тражила је да се неки делови Регуламента измене. На основу ових жалби, Дворска депутација израдила је нови Регуламент који је добио потврду на сабору 1776. године, након чега је јавно обзнањен народу. 

## Други илирски Регуламент и укидање Депутације
Срби нису били задовољни Регуламентима. Најтеже их је погодила одредба о сахранама која је мењала дотадашње српске православне обреде. Епископски синод из 1776. године жалио се на одлуку да се убудуће не дозвољава да се покојници сахрањују у црквама и око ње. Забрана је изазвала велико огорчење у народу који је на њу гледао као на повреду права гарантованих привилегијама цара Леополда. Услед забране избијају устанци у Новом Саду и Вршцу. Власти су биле запрепашћене устанцима. Депутација је поручила царици да би се побуне смириле уколико би се повукла одлука о сахрањивању мртвих. Угарска дворска канцеларија устала је против депутације и од Марије Терезије тражила да се Дворска депутација укине. Царица је прихватила тај предлог. Тако је 1777. године Илирска дворска депутација престала са радом. Царица се правдала како је циљ Депутације био да се реше српска питања у царевини, а да су она решена доношењем Регуламента, те да више не постоји сврха њеног постојања. Главни разлог распуштања Депутације је тај што је Терезија изгубила ослонац у овој институцији, која је од почетка била средство утицаја Двора на Србе. Послови Илирске дворске депутације пренети су на Угарску дворску канцеларију. Митрополит се покорно повиновао одлуци. 

## Илирска дворска канцеларија 1791—1792. године
Јосифов наследник Леополд II ступио је на власт у тешким условима. У Белгији избија устанак против аустријске власти, а у Француској годину дана раније избија Француска револуција. Још увек се водио рат против Османског царства. Опште комешање избио је и међу Србима, због бриге за Србе са друге стране Саве и Дунава. Такође, и на Србе су се пренеле неке идеје Француске револуције. Цар је прихватио молбу митрополита Мојсија Путника да се 1790. године одржи народни сабор, Темишварски сабор. Сабор је са радом отпочео 1. септембра. Постојале су две струје; дворска партија и мађарофилска мањина. Другу је предводио Сава Текелија. Ипак, његова партија била је у мањини. Сабор је цару поднео три молбе: молба за посебном територијом и посебном дворском установом, за признањем грчко-неунијаћене религије и оснивањем граничарске милиције. Дворски комесар предложио је сабору да се за територију која се треба издвојити изабере Банат. Сабор је са захвалношћу прихватио одлуку. Леополд је одговорио позитивно на молбе обећавајући да ће се њима позабавити чим се врати из Франкфурта (са крунисања). На Темишварском сабору је за митрополита изабран Стефан Стратимировић. 
Једно од царевих обећања било је и оснивање посебног дворског уреда са српска питања. Тако је 1791. године обновљена Илирска дворска канцеларија. Она је, међутим, постојала веома кратко, до 1792. године. Услед противљења Угарске дворске канцеларије, цар је 1792. године донео одлуку о укидању Илирске дворске канцеларије. Послови везани за Србе поново су прешли на Угарску дворску канцеларију. 